# كولن باركلي
كولن باركلي (21 يناير 1937 - 8 أبريل 2009) (بالإنجليزية: Colin Barclay)‏ هو لاعب كريكت نيوزلندي.